# Frederick Keeping
Frederick Keeping (11 de agosto de 1867-21 de febrero de 1950) fue un deportista británico que compitió en ciclismo en la modalidad de pista. Participó en los Juegos Olímpicos de Atenas 1896, obteniendo una medalla de plata en la prueba de carrera de 12 horas.

## Medallero internacional
| Juegos Olímpicos | Juegos Olímpicos | Juegos Olímpicos | Juegos Olímpicos    |
| Año              | Lugar            | Medalla          | Competición         |
| ---------------- | ---------------- | ---------------- | ------------------- |
| 1896             | Atenas (Grecia)  | Medalla de plata | Carrera de 12 horas |